# Jean-Claude Fuhr
Jean-Claude Fuhr (19 avril 1920 - 7 avril 2012,) est un général français qui s'est distingué lors de la Seconde Guerre mondiale.

## Biographie
Jean-Claude Fuhr est né à Casablanca le 19 avril 1920, il obtient le baccalauréat « ès » mathématiques au lycée Gouraud avec mention. Après une brève carrière d'enseignant, il décide de passer le concours d'entrée à l'école spéciale militaire de Saint-Cyr, auquel il est reçu 175e sur 175. Il sortira de l'école en 1942 16e de sa promotion et choisira d'être affecté à la Légion étrangère.

### Jeunesse
Fils d'un adjudant de la Légion étrangère stationné au Maroc, Jean-Claude Fuhr passe la plus grande partie de son enfance à Meknès. En 1936, il obtient son brevet élémentaire et est reçu au concours de l’école normale afin d'entamer une carrière d'enseignant après avoir obtenu le baccalauréat au lycée Gouraud de Rabat.

### Lycée Gouraud à Rabat
Jean-Claude Fuhr fait partie de la promotion 1938-39 de la classe de mathématiques élémentaires du lycée Gouraud de Rabat, dans laquelle il se lie d'amitié avec Mehdi Ben Barka.

## Ses faits d'armes
La carrière militaire du général Fuhr s'est étalée sur trois conflits de la fin de la Seconde Guerre mondiale à la guerre d’Algérie.

### La bataille pour le Rhin

#### La prise de Fribourg
Le jeudi 19 avril 1945, le Combat command No 3 (CC3) du général Caldairou reçoit la mission de s'emparer de Fribourg-en-Brisgau à partir de Lahr conquise de haute lutte la veille. Le Command Combat dans lequel se trouve le lieutenant Fuhr, comprenant deux compagnies de Zouaves (la 1re et la 3e), une compagnie d’appui (CA), le 3e escadron de chars moyens du 2e RCA (régiment de chasseurs d’Afrique), une section de génie et quelques mitrailleuses antiaériennes de 50, se voit confier comme zone d’action celle des contreforts de la Forêt Noire. Le 20 avril, la section parvient jusqu'à un carrefour situé à deux kilomètres après la chapelle de Tennenbach. Le lieutenant Fuhr décide de passer la nuit dans le village de Mussbach non loin de là pour revenir tenir la position le lendemain matin.
Le lendemain matin, vers 5 heures et demie, les cinq half-tracks du Lieutenant Fuhr arrivent au carrefour pour tenir la position conformément à l'ordre qu'il avait reçu la veille. À leur retour, ils découvrent avec surprise que des soldats allemands ont pris possession des lieux. Très rapidement, ils sont pris sous le feu ennemi et ne parviennent à reprendre le contrôle du carrefour qu'après d'intenses combats.

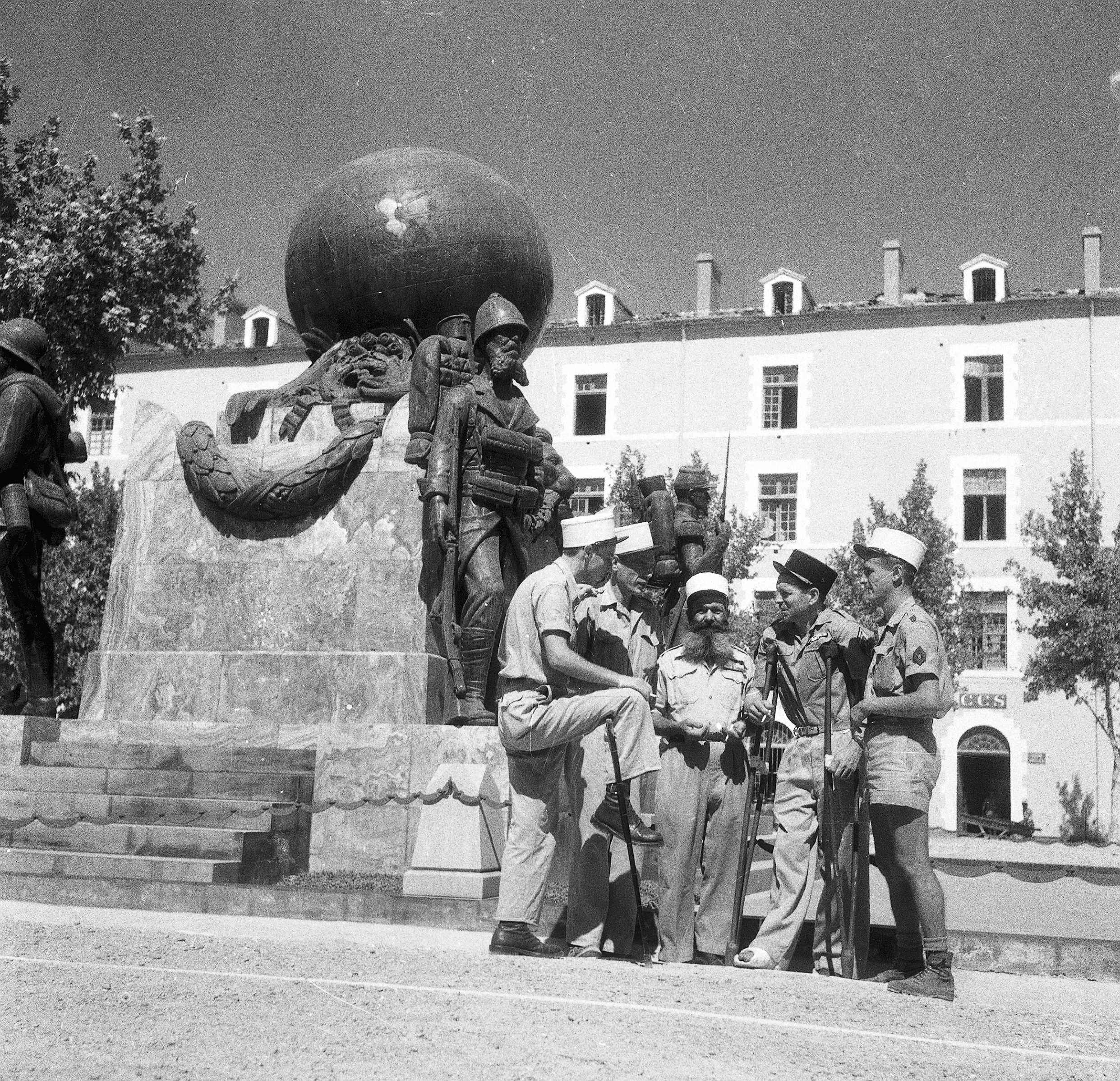
Monument aux morts de la Légion Etrangère

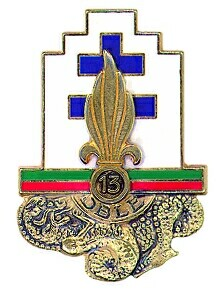
Insigne Réglementaire de la 13e DBLE.

## Décorations
|  |  |  |  |  |  |

### Intitulés
- Commandeur de la Légion d'honneur
- Grand-Croix de l'ordre national du Mérite[3]
- Insigne des blessés militaires avec deux étoiles
- Croix de guerre 1939-1945
- Médaille d'Outre-Mer
- Chevalier des Palmes académiques

## Citations
- Citation à l'ordre de la division (O.G. no 15 du 10.11.44 du Général TOUZET du VIGIER commandant la 1re Division Blindée) : "Officier d'un courage et d'une énergie à toute épreuve. Le 30 septembre 1944 à l'Armet, est allé malgré le feu des tireurs d'élite allemands, rechercher une mitrailleuse dont les servants avaient été blessés. Le 4 octobre 1944 a conduit une patrouille sur la Côte 820 au nord de la Greve qui a permis de préciser d'une façon exacte les positions ennemies." Cette citation comporte l'attribution de la Croix de Guerre avec étoile d'argent.
- Citation à l'ordre du Corps d'Armée (O.G. no 13 du 27.02.1945 du Général d'Armée en Chef de la 1re armée Française) : "Jeune officier d'un calme et d'un sang-froid remarquables. A entraîné sa section le 20 novembre 1944 dans le village de la Lachaussée résolument défendu par l'ennemi. Les 20 et 21 novembre 1944, a participé brillamment à la conquête de Mulhouse, faisant avec ses Zouaves de nombreux prisonniers. Les 25 et 26 les a menés avec fougue à l'attaque de Heimsbrunn; son capitaine ayant été blessé, a pris au pied levé le commandement de la Compagnie et a exécuté une manœuvre qui devait amener la prise rapide de la localité âprement défendue." Cette citation comporte l'attribution de la Croix de Guerre avec étoile de Vermeil.
- Citation à l'ordre de la Division (O.G.  no 30 du 02.04.1945 du Général de Brigade SUDRE commandant la 1re D.B.) : "Officier d'élite ayant participé à toutes les opérations depuis le débarquement . Modèle de courage réfléchi et d'audace calculée, donnant en toutes circonstances l'exemple d'un sang-froid admirable et montrant les plus belles qualités de chef. S'est distingué en octobre en Franche-Comté et en novembre au cours de la percée de Mulhouse et des combats qui ont suivi. A une fois de plus montré sa valeur durant les opérations de réduction de la poche d'Alsace. Le 4 février, au bois de Trembles, dans la tête de pont sur le Thur, a pris une part décisive à une manœuvre contre un fort détachement ennemi tuant cinq ennemis, faisant deux prisonniers dont un officier, mettant en fuite une soixantaine d'hommes sans subir la moindre perte. Le 5 février, à Meyenheim, a terminé le nettoyage de la partie nord nu village, faisant environ deux cent cinquante prisonniers sans subir de perte." Cette citation comporte l'attribution de la croix de guerre avec étoile d'argent.